# 惠頓 (密蘇里州)
惠頓（英語：Wheaton）是位於美國密蘇里州巴里縣的城市。

## 人口
根據2020年美國人口普查的數據，惠頓的面積為1.32平方千米，皆為陸地。當地共有人口672人，而人口密度為每平方千米509人。